# Guarea anomala
Guarea anomala är en tvåhjärtbladig växtart som beskrevs av Terence Dale Pennington. Guarea anomala ingår i släktet Guarea och familjen Meliaceae. Inga underarter finns listade i Catalogue of Life.